# Приветствието на Диксън
„Приветствието на Диксън“ (на английски: Dickson Greeting) е американски късометражен ням филм от 1891 година, заснет в лабораториите на Томас Едисън от режисьора Уилям Кенеди Диксън. Той е експериментален филм, чиято цел е била да провери работоспособността на първия действащ вариант на кинетограф с хоризонтална 19 милиметрова киноплака. Счита се за един от първите филми в историята на кинематографията и е възможно да е първият, заснет на перфорирана киноплака. За първи път е излъчен на 20 май 1891 година пред участниците в срещата на „Националната организация на женските клубове в САЩ“. Съществува легенда, че това е първият озвучен филм, но това е историческо недоразумение.

## Сюжет
В продължение на 16 секунди Диксън стои пред камерата и жестикулирайки с шапката си, приветства зрителите.

## В ролите
- Уилям Кенеди Диксън